# X chiama Y
X chiama Y è un film documentario sperimentale del 1968 diretto da Mario Masini.
Il film è considerato uno dei capolavori del cinema sperimentale italiano.